# Château de Matsumori
Le château de Matsumori (松森城, Matsumori-jō), aussi connu sous le nom Matsumoridate (松森館), se trouvait dans la province de Mutsu. Situé dans l'actuel arrondissement d'Izumi à Sendai (préfecture de Miyagi), le château appartenait au clan Kokubu qui gouvernait la région avant l'entrée en scène du clan Date. Matsumoridate était également connu comme le château de la grue volante (Tsuru-ga-jō, 鶴ヶ城), à cause de sa ressemblance avec les ailes déployées d'une grue volante. Le dernier daimyo du château fut Kokubu Morishige. Après l'arrivée du clan Date, le château fut en grande partie détruit et devint le lieu de rendez-vous traditionnel du clan pour ses fêtes de fauconnerie de la nouvelle année.